# بني يحيى قبلي
قرية بني يحيى قبلي هي إحدى القرى التابعة لمركز القوصية في محافظة أسيوط في جمهورية مصر العربية. حسب إحصاءات سنة 2006، بلغ إجمالي السكان في بني يحيى قبلي 4820 نسمة، منهم 2404 رجل و2416 امرأة.